# How Much Time Do We Have Left?
"How Much Time Do We Have Left?" (em português: Quanto tempo nos resta?) é uma canção do ator, comediante, apresentador de televisão e músico esloveno Klemen. Foi escrita pelo próprio Klemen juntamente com Maja Slatinšek e Ryan Small, que também produziu a canção. Foi lançada a 25 de janeiro de 2025 como parte do álbum para o EMA 2025, a seleção nacional eslovena para o Festival Eurovisão da Canção, que mais tarde venceu, e representou a Eslovénia no Festival Eurovisão da Canção de 2025 mas não foi apurada para a final.

## Eurovisão
A EMA 2025 foi a vigésima quinta edição da EMA, o formato utilizado pela RTVSLO para selecionar a sua participação no Festival Eurovisão da Canção. Na 1.ª ronda, cinco painéis de jurados temáticos, cada um composto por cinco membros, distribuíram os seus pontos de acordo com o mesmo padrão utilizado no Festival Eurovisão da Canção, ou seja, de 1 até 8 depois 10 e 12 pontos, e selecionaram duas candidaturas para passar à segunda ronda; estes painéis eram constituídos por intérpretes musicais, compositores e produtores, personalidades da rádio e da televisão, membros da OGAE Eslovénia e influenciadores e jornalistas internacionais da Eurovisão. Na superfinal, a votação televisiva determinou exclusivamente o vencedor.
A 13 de dezembro de 2024, a canção foi confirmada entre as 12 participantes no EMA 2025. A canção venceu o EMA 2025 a 1 de fevereiro de 2025 por duas rondas de votação, qualificando assim a canção para representar a Eslovénia no Festival Eurovisão da Canção de 2025 em Basileia, na Suíça.